# 黄腐酚E
黄腐酚E（英語：xanthohumol E，也称为黄腐醇E）是一种有机化合物，化学式为C25H26O5。它可以异戊烯基溴和2,4,6-三羟基苯乙酮为原料经多步反应制得。它存在于啤酒花中，并通过液相色谱-质谱检测到。